# Matti Hakala
Matti Hakala (* 30. April 1984 in Hämeenlinna) ist ein finnischer Biathlet.

## Karriere
Matti Hakala von Hameenlinnan Hiihtoseura begann seine internationale Karriere bei den Juniorenweltmeisterschaften 2003 in Kościelisko, wo er in seinen vier Rennen zwischen Rang 35 im Sprint und 47 im Einzel platzierte. Im Jahr darauf nahm er auch in der Haute-Maurienne an der Junioren-WM teil und platzierte sich in Sprint und Verfolgung um den 50. Platz. Mit der Staffel erreichte er Rang sechs. Zum dritten und letzten Mal startete er 2005 in Kontiolahti bei der Junioren-WM, bei der er sehr unterschiedliche Resultate erreichte. Im Einzel erreichte er Hakala mit dem 59. Platz sein schlechtestes Ergebnis, besser war er als 26. im Sprint und 18. der Verfolgung. Mit der Staffel Finnlands kam er auf den achten Platz.
Seit 2006 startet Hakala bei den Männern. Erstes Großereignis wurden die Biathlon-Europameisterschaften 2006 in Langdorf. Der Finne belegte im Einzel den 65. Platz, wurde 24. im Sprint, fiel im Verfolgungsrennen aber bis auf den 50. Platz zurück. Mit Janne Kantanen, Ville Laitinen und Antti Kajan wurde er im Staffelrennen 15. Seit 2008 startete Hakala auch im IBU-Cup. Sein erstes Rennen bestritt er in Idre, bei dem er auf den 79. Platz kam. Sein bestes Ergebnis schaffte der Finne 2010 in Nové Město na Moravě mit einem 48. Platz. Höhepunkt der Saison wurde die zweite Teilnahme an den Biathlon-Europameisterschaften 2010 in Otepää. Dort erreichte Hakala einen 41. Platz im Einzel, wurde 44. des Sprints und 51. der Verfolgung und kam mit Eppu Väänänen, Ville Simola und Marko Nieminen auf den 13. Rang im Staffelwettbewerb. Zum Auftakt der Saison 2010/11 startete der Finne in Östersund erstmals im Biathlon-Weltcup, wo er bei einem Einzel den 93. Platz erreichte.

## Biathlon-Weltcup-Platzierungen
Die Tabelle zeigt alle Platzierungen (je nach Austragungsjahr einschließlich Olympische Spiele und Weltmeisterschaften).
- 1.–3. Platz: Anzahl der Podiumsplatzierungen
- Top 10: Anzahl der Platzierungen unter den ersten zehn (einschließlich Podium)
- Punkteränge: Anzahl der Platzierungen innerhalb der Punkteränge (einschließlich Podium und Top 10)
- Starts: Anzahl gelaufener Rennen in der jeweiligen Disziplin

| Platzierung         | Einzel | Sprint | Verfolgung | Massenstart | Staffel | Gesamt |
| ------------------- | ------ | ------ | ---------- | ----------- | ------- | ------ |
| 1. Platz            |        |        |            |             |         |        |
| 2. Platz            |        |        |            |             |         |        |
| 3. Platz            |        |        |            |             |         |        |
| Top 10              |        |        |            |             | 1       | 1      |
| Punkteränge         |        |        |            |             | 8       | 8      |
| Starts              | 3      | 13     | 2          |             | 8       | 26     |
| Stand: Karriereende |        |        |            |             |         |        |